# Miniac-sous-Bécherel
Miniac-sous-Bécherel é uma comuna francesa na região administrativa da Bretanha, no departamento Ille-et-Vilaine. Estende-se por uma área de 13,58 km². Em 2010 a comuna tinha 800 habitantes (densidade: 58,9 hab./km²).